# 제2차 이시바 내각
제2차 이시바 내각(일본어: 第2次石破内閣)은 중의원 의원, 자유민주당 총재 이시바 시게루가 제103대 내각총리대신으로 임명되어, 2024년 11월 11일에 성립한 일본의 내각이다.
자유민주당과 공명당의 연립 내각이다.

## 국무대신
- 2024년 11월 11일 임명.

소속 정당·출신:
     자유민주당(무파벌)      자유민주당(아소파)      자유민주당(모테기파)      공명당      중앙 성청·민간
| 직책 | 성명                | 사진 | 소속                         | 특명 담당 사항 | 비고                        |
| --- | ------------------- | ---- | ---------------------------- | --- | --------------------------- |
| 내각총리대신 | 이시바 시게루       |      | 중의원 자유민주당 (무파벌)   | | 자유민주당 총재 유임        |
| 총무대신 | 무라카미 세이이치로 |      | 중의원 자유민주당 (무파벌)   | 내각총리대신 임시 대리 취임 순위 제3위 | 재임명                      |
| 법무대신 | 스즈키 게이스케     |      | 중의원 자유민주당 (아소파)   | | 첫 입각                     |
| 외무대신 | 이와야 다케시       |      | 중의원 자유민주당 (무파벌)   | 내각총리대신 임시 대리 취임 순위 제5위 | 재임명                      |
| 재무대신 내각부 특명담당대신 (금융 담당)                                                                                   | 가토 가쓰노부       |      | 중의원 자유민주당 (모테기파) | 디플레이션 탈출 담당 내각총리대신 임시 대리 취임 순위 제4위                                                                               | 재임명                      |
| 문부과학대신 | 아베 도시코         |      | 중의원 자유민주당 (무파벌)   | | 재임명                      |
| 후생노동대신 | 후쿠오카 다카마로   |      | 참의원 자유민주당 (무파벌)   | | 재임명                      |
| 농림수산대신 | 에토 다쿠           |      | 중의원 자유민주당 (무파벌)   | | 재입각 2025년 5월 21일 면직 |
| 농림수산대신 | 고이즈미 신지로     |      | 중의원 자유민주당 (무파벌)   | | 재입각 2025년 5월 21일 임명 |
| 경제산업대신 내각부 특명담당대신 (원자력 손해 배상·폐로 등 지원기구 담당)                                                  | 무토 요지           |      | 중의원 자유민주당 (아소파)   | 원자력 경제 피해 담당 GX실행추진담당 산업 경쟁력 담당                                                                                     | 재임명                      |
| 국토교통대신 | 나카노 히로마사     |      | 중의원 공명당                | 물 순환 정책 담당 국제 원예 박람회 담당                                                                                                   | 첫 입각                     |
| 환경대신 내각부 특명담당대신 (원자력 방재 담당)                                                                            | 아사오 게이이치로   |      | 참의원 자유민주당 (아소파)   | | 재임명                      |
| 방위대신 | 나카타니 겐         |      | 중의원 자유민주당 (무파벌)   | 내각총리대신 임시 대리 취임 순위 제2위 | 재임명                      |
| 내각관방장관 | 하야시 요시마사     |      | 중의원 자유민주당 (무파벌)   | 오키나와 기지 부담 경감 담당 납치 문제 담당 내각총리대신 임시 대리 취임 순위 제1위                                                        | 재임명                      |
| 디지털대신 내각부 특명담당대신 (규제 개혁 담당)                                                                            | 다이라 마사아키     |      | 중의원 자유민주당 (무파벌)   | 디지털 행재정 개혁 담당 (행정 개혁 담당) 국가 공무원 제도 담당 사이버 안전 보장 담당                                                      | 재임명                      |
| 부흥대신 | 이토 다다히코       |      | 중의원 자유민주당 (무파벌)   | 후쿠시마 원전 사고 재생 총괄 담당 | 재임명                      |
| 국가공안위원회 위원장 내각부 특명담당대신 (방재 담당) (해양 정책 담당)                                                     | 사카이 마나부       |      | 중의원 자유민주당 (무파벌)   | 국토 강인화 담당 영토 문제 담당 | 재임명                      |
| 내각부 특명담당대신 (어린이 정책) (저출산 대책 담당) (약자 활약 담당) (남녀 공동 참가 담당) (공생·공조 담당)               | 미하라 준코         |      | 참의원 자유민주당 (무파벌)   | 여성 활약 담당 공생 사회 담당 | 재임명                      |
| 내각부 특명담당대신 (경제 재정 정책 담당)                                                                                  | 아카자와 료세이     |      | 중의원 자유민주당 (무파벌)   | 경제 재생 담당 새로운 자본주의 담당 임금 향상 담당 스타트업 담당 전세대형 사회 보장 개혁 담당 감염병 위기 관리 담당 방재청 설치 준비 담당 | 재임명                      |
| 내각부 특명담당대신 (쿨 재팬 전략 담당) (지적 재산 전략 담당) (과학 기술 정책 담당) (우주 정책 담당) (경제 안전 보장 담당) | 기우치 미노루       |      | 중의원 자유민주당 (무파벌)   | 경제 안전 보장 담당 | 재임명                      |
| 내각부 특명담당대신 (오키나와 및 북방 대책 담당) (소비자 및 식품 안전 담당) (지방 창생 담당) (아이누 시책 담당)            | 이토 요시타카       |      | 중의원 자유민주당 (무파벌)   | 새로운 지방 경제·생활 환경 창생 담당 국제 박람회 담당                                                                                     | 재임명                      |

## 내각관방부장관·내각법제국장관
- 2024년 11월 11일 임명.

| 직책            | 성명                | 사진 | 소속                        | 비고   |
| --------------- | ------------------- | ---- | --------------------------- | ------ |
| 내각관방부장관  | 다치바나 게이이치로 |      | 중의원 / 자유민주당(무파벌) | 재임명 |
| 내각관방부장관  | 아오키 가즈히코     |      | 참의원 / 자유민주당(무파벌) | 재임명 |
| 내각관방부장관  | 사토 후미토시       |      | 사무 담당 / 전 총무사무차관 | 재임명 |
| 내각법제국 장관 | 이와오 노부유키     |      | 전 내각법제차장 / 검찰청    | 재임명 |

## 내각총리대신 보좌관
- 2024년 11월 11일 임명.

| 직책 | 성명              | 사진 | 소속                              | 비고   |
| --- | ----------------- | ---- | --------------------------------- | ------ |
| 내각총리대신 보좌관 (국가 안전 보장에 관한 중요 정책 및 핵군축 및 비확산문제 담당)                            | 나가시마 아키히사 |      | 중의원 / 자유민주당(무파벌)       | 재임명 |
| 내각총리대신 보좌관 (국토강인화 및 부흥 등의 사회 자본 정비 및 과학 기술 이노베이션 정책 그 외 특명사항 담당) | 모리 마사후미     |      | 민간                              | 재임명 |
| 내각총리대신 보좌관 (임금·고용 담당)                                                                          | 야타 와카코       |      | 민간(전 참의원 의원 / 국민민주당) | 재임명 |

## 부대신
- 2024년 11월 13일 임명

| 직책            | 성명              | 소속                          | 비고                         |
| --------------- | ----------------- | ----------------------------- | ---------------------------- |
| 디지털 부대신   | 호사카 야스시     | 중의원 / 자유민주당(무파벌)   | 내각부 부대신 겸임           |
| 부흥 부대신     | 고시미즈 게이이치 | 중의원 / 공명당               |                              |
| 부흥 부대신     | 스즈키 노리카즈   | 중의원 / 자유민주당(모테기파) |                              |
| 부흥 부대신     | 다카하시 가쓰노리 | 참의원 / 자유민주당(아소파)   | 국토교통, 내각부 부대신 겸임 |
| 내각부 부대신   | 호사카 야스시     | 중의원 / 자유민주당(무파벌)   | 디지털 부대신 겸임           |
| 내각부 부대신   | 세토 다카카즈     | 중의원 / 자유민주당(아소파)   |                              |
| 내각부 부대신   | 쓰지 기요토       | 중의원 / 자유민주당(무파벌)   |                              |
| 내각부 부대신   | 하토야마 지로     | 중의원 / 자유민주당(무파벌)   |                              |
| 내각부 부대신   | 오구시 마사키     | 중의원 / 자유민주당(무파벌)   | 경제산업 부대신 겸임         |
| 내각부 부대신   | 고가 유이치로     | 참의원 / 자유민주당(무파벌)   | 경제산업 부대신 겸임         |
| 내각부 부대신   | 다카하시 가쓰노리 | 참의원 / 자유민주당(아소파)   | 국토교통, 부흥 부대신 겸임   |
| 내각부 부대신   | 나카다 히로시     | 참의원 / 자유민주당(무파벌)   | 환경 부대신 겸임             |
| 내각부 부대신   | 혼다 다로         | 중의원 / 자유민주당(무파벌)   | 방위 부대신 겸임             |
| 총무 부대신     | 도가시 히로유키   | 중의원 / 자유민주당(무파벌)   |                              |
| 총무 부대신     | 아다치 마사시     | 참의원 / 자유민주당(무파벌)   |                              |
| 법무 부대신     | 고무라 마사히로   | 중의원 / 자유민주당(아소파)   |                              |
| 외무 부대신     | 후지이 히사유키   | 중의원 / 자유민주당(무파벌)   |                              |
| 외무 부대신     | 미야지 다쿠마     | 중의원 / 자유민주당(무파벌)   |                              |
| 재무 부대신     | 사이토 히로아키   | 중의원 / 자유민주당(아소파)   |                              |
| 재무 부대신     | 요코야마 신이치   | 참의원 / 공명당               |                              |
| 문부과학 부대신 | 다케베 아라타     | 중의원 / 자유민주당(무파벌)   |                              |
| 문부과학 부대신 | 노나카 아쓰시     | 중의원 / 자유민주당(모테기파) |                              |
| 후생노동 부대신 | 니키 히로부미     | 중의원 / 자유민주당(아소파)   |                              |
| 후생노동 부대신 | 와니부치 요코     | 중의원 / 공명당               |                              |
| 농림수산 부대신 | 사사가와 히로요시 | 중의원 / 자유민주당(모테기파) |                              |
| 농림수산 부대신 | 다키나미 히로후미 | 중의원 / 자유민주당(무파벌)   |                              |
| 경제산업 부대신 | 오구시 마사키     | 중의원 / 자유민주당(무파벌)   | 내각부 부대신 겸임           |
| 경제산업 부대신 | 고가 유이치로     | 참의원 / 자유민주당(무파벌)   | 내각부 부대신 겸임           |
| 국토교통 부대신 | 후루카와 야스시   | 중의원 / 자유민주당(모테기파) |                              |
| 국토교통 부대신 | 다카하시 가쓰노리 | 참의원 / 자유민주당(아소파)   | 부흥, 내각부 부대신 겸임     |
| 환경 부대신     | 고바야시 후미아키 | 중의원 / 자유민주당(무파벌)   |                              |
| 환경 부대신     | 나카다 히로시     | 참의원 / 자유민주당(무파벌)   | 내각부 부대신 겸임           |
| 방위 부대신     | 혼다 다로         | 중의원 / 자유민주당(무파벌)   | 내각부 부대신 겸임           |

## 대신 정무관
- 2024년 11월 13일 임명

| 직책                | 성명              | 소속                          | 비고                             |
| ------------------- | ----------------- | ----------------------------- | -------------------------------- |
| 디지털대신 정무관   | 기시 노부치요     | 중의원 / 자유민주당(무파벌)   | 내각부대신 정무관 겸임           |
| 부흥대신 정무관     | 이마이 에리코     | 참의원 / 자유민주당(아소파)   | 내각부대신 정무관 겸임           |
| 부흥대신 정무관     | 아카마츠 켄       | 참의원 / 자유민주당(무파벌)   | 문부과학대신 정무관 겸임         |
| 부흥대신 정무관     | 다케우치 신지     | 참의원 / 공명당               | 경제산업, 내각부대신 정무관 겸임 |
| 부흥대신 정무관     | 구니사다 이사토   | 중의원 / 자유민주당(무파벌)   | 국토교통, 내각부대신 정무관 겸임 |
| 내각부대신 정무관   | 기시 노부치요     | 중의원 / 자유민주당(무파벌)   | 디지털대신 정무관 겸임           |
| 내각부대신 정무관   | 니시노 다이스케   | 중의원 / 자유민주당(무파벌)   |                                  |
| 내각부대신 정무관   | 도모노 리오       | 참의원 / 자유민주당(무파벌)   |                                  |
| 내각부대신 정무관   | 이마이 에리코     | 참의원 / 자유민주당(아소파)   | 부흥대신 정무관 겸임             |
| 내각부대신 정무관   | 가토 아키요시     | 참의원 / 자유민주당(모테기파) | 경제산업대신 정무관 겸임         |
| 내각부대신 정무관   | 다케우치 신지     | 참의원 / 공명당               | 경제산업, 부흥대신 정무관 겸임   |
| 내각부대신 정무관   | 구니사다 이사토   | 중의원 / 자유민주당(무파벌)   | 국토교통, 부흥대신 정무관 겸임   |
| 내각부대신 정무관   | 가쓰메 야스시     | 중의원 / 자유민주당(무파벌)   | 환경대신 정무관 겸임             |
| 내각부대신 정무관   | 고바야시 가즈히로 | 참의원 / 자유민주당(무파벌)   | 방위대신 정무관 겸임             |
| 총무대신 정무관     | 가와사키 히데토   | 중의원 / 자유민주당(무파벌)   |                                  |
| 총무대신 정무관     | 후루카와 나오키   | 중의원 / 자유민주당(무파벌)   |                                  |
| 총무대신 정무관     | 하세가와 히데하루 | 참의원 / 자유민주당(무파벌)   |                                  |
| 법무대신 정무관     | 간다 준이치       | 중의원 / 자유민주당(무파벌)   |                                  |
| 외무대신 정무관     | 에리 아르피야     | 중의원 / 자유민주당(아소파)   |                                  |
| 외무대신 정무관     | 마쓰모토 히사시   | 중의원 / 자유민주당(무파벌)   |                                  |
| 외무대신 정무관     | 이쿠이나 아키코   | 참의원 / 자유민주당(무파벌)   |                                  |
| 재무대신 정무관     | 아즈마 구니요시   | 중의원 / 자유민주당(모테기파) |                                  |
| 재무대신 정무관     | 쓰치다 신         | 중의원 / 자유민주당(아소파)   |                                  |
| 문부과학대신 정무관 | 긴조 야스쿠니     | 중의원 / 공명당               |                                  |
| 문부과학대신 정무관 | 아카마츠 켄       | 참의원 / 자유민주당(무파벌)   | 부흥대신 정무관 겸임             |
| 후생노동대신 정무관 | 안도 다카오       | 중의원 / 자유민주당(무파벌)   |                                  |
| 후생노동대신 정무관 | 요시다 신지       | 중의원 / 자유민주당(무파벌)   |                                  |
| 농림수산 부대신     | 쇼지 겐이치       | 중의원 / 공명당               |                                  |
| 농림수산 부대신     | 야마모토 사치코   | 참의원 / 자유민주당(모테기파) |                                  |
| 경제산업대신 정무관 | 다케우치 신지     | 참의원 / 공명당               | 부흥, 내각부대신 정무관 겸임     |
| 경제산업대신 정무관 | 가토 아키요시     | 참의원 / 자유민주당(모테기파) | 내각부대신 정무관 겸임           |
| 국토교통대신 정무관 | 다카미 야스히로   | 중의원 / 자유민주당(모테기파) |                                  |
| 국토교통대신 정무관 | 요시이 아키라     | 참의원 / 자유민주당(무파벌)   |                                  |
| 국토교통대신 정무관 | 구니사다 이사토   | 중의원 / 자유민주당(무파벌)   | 부흥, 내각부대신 정무관 겸임     |
| 환경대신 정무관     | 이가라시 기요시   | 중의원 / 자유민주당(모테기파) |                                  |
| 환경대신 정무관     | 가쓰메 야스시     | 중의원 / 자유민주당(무파벌)   | 내각부대신 정무관 겸임           |
| 방위대신 정무관     | 가네코 요조       | 중의원 / 자유민주당(무파벌)   |                                  |
| 방위대신 정무관     | 고바야시 가즈히로 | 참의원 / 자유민주당(무파벌)   | 내각부대신 정무관 겸임           |

## 국회 총리 지명 선거
| 내각총리대신 지명 선거: 중의원 |                 |                 |           |           |
| 성명                           | 성명            | 소속 정당       | 득표수    | 결선 투표 |
|                                | 이시바 시게루   | 자유민주당      | 221 / 465 | 221 / 465 |
|                                | 노다 요시히코   | 입헌민주당      | 151 / 465 | 160 / 465 |
|                                | 바바 노부유키   | 일본유신회      | 38 / 465  |           |
|                                | 다마키 유이치로 | 국민민주당      | 28 / 465  |           |
|                                | 야마모토 타로   | 레이와 신센구미 | 9 / 465   |           |
|                                | 다무라 도모코   | 일본공산당      | 8 / 465   |           |
|                                | 기라 슈지       | 무소속          | 4 / 465   |           |
|                                | 가미야 소헤이   | 참정당          | 3 / 465   |           |
|                                | 가와무라 다카시 | 일본보수당      | 3 / 465   |           |
|                                | 무효표          |                 |           | 84 / 465  |

| 내각총리대신 지명 선거: 참의원 |                 |                 |           |
| 성명                           | 성명            | 소속 정당       | 득표수    |
|                                | 이시바 시게루   | 자유민주당      | 142 / 242 |
|                                | 노다 요시히코   | 입헌민주당      | 46 / 242  |
|                                | 바바 노부유키   | 일본유신회      | 18 / 242  |
|                                | 다마키 유이치로 | 국민민주당      | 11 / 242  |
|                                | 다무라 도모코   | 일본공산당      | 11 / 242  |
|                                | 야마모토 타로   | 레이와 신센구미 | 5 / 242   |
|                                | 이토 다카에     | 국민민주당      | 1 / 242   |
|                                | 가미야 소헤이   | 참정당          | 1 / 242   |
|                                | 스에마쓰 신스케 | 자유민주당      | 1 / 242   |
|                                | 기라 슈지       | 무소속          | 1 / 242   |
|                                | 모테기 도시미쓰 | 자유민주당      | 1 / 242   |
|                                | 백표            |                 | 1 / 242   |

## 세력 조견표
| 명칭     | 세력 | 국무대신 | 부대신 | 정무관 | 보좌관 | 기타 |
| -------- | ---- | -------- | ------ | ------ | ------ | --- |
| 무파벌   | 226  | 15       | 14     | 17     | 1      | 자유민주당 총재, 부총재, 간사장, 정무조사회장, 선거대책위원장, 참의원 간사장, 국회대책위원장, 간사장 대행 |
| 아소파   | 45   | 3        | 5      | 3      | 0      | 총무회장, 최고 고문, 참의원 의원회장                                                                      |
| 모테기파 | 40   | 1        | 4      | 5      | 0      | 중의원 의장, 참의원 의장                                                                                  |
| 공명당   | 51   | 1        | 3      | 3      | 0      | |
| 민간     | /    | 0        | 0      | /      | 2      | |
| 計       | 362  | 20       | 26     | 28     | 3      | |

※관례에 따라 파벌에서 이탈 중인 중의원 의장 누카가 후쿠시로(모테기파)와 참의원 의장 세키구치 마사카즈(모테기파), 당 간부를 파벌 소속 의원에 포함한다.
※무파벌에 원내회파 ‘자유민주당·무파벌의 모임’에 소속된 무파벌의 세코 히로시게, 히라사와 가쓰에이, 니시무라 야스토시, 하기우다 고이치, 히로세 겐, 미타조노 사토시를 포함한다.